# Tomás Carreras Artau
Tomàs Carreras i Artau (3 avril 1879 à Gérone - 23 octobre 1954 à Barcelone) est un philosophe, ethnologue et homme politique catalan.

## Vie et carrière
Tomàs Carreras fut professeur d'éthique à l'Université de Barcelone de 1912 à 1949. Il fonda et commença les Archives d'Ethnograpie et Folklore de la Catalogne. De plus, il fut membre de l'Academie des Bonnes Lettres de Barcelone. Avec Jaume Serra i Húnter et Ramon Turró i Darder, il fonda en 1923 la Société Catalane de Philosophie, qui dépendait de l'Institut d'Études Catalans.
Lui et son frère Joaquim Carreras i Artau reçurent le prix de l' Association Espagnole pour le Progrès des Sciences pour la publication entre 1939 et 1943 de l'Histoire de la Philosophie Espagnole. Philosophie Chrétienne du XIIIe au XVe siècle (en espagnol). En 1946, il devint le premier président de l'Institut d'Études de Gérone et éditeur des Annals de l'Institut d'Études de Gérone.
Au niveau politique, il fut militant au sein de la Ligue régionaliste et fut élu comme député pour la province de Gérone lors des élections au Parlement de la Catalogne de 1932. Après la Guerre civile espagnole, il fut conseiller culturel de la mairie de Barcelone. Il prit part aussi en la création de l'Orchestre symphonique de Barcelone en 1944 et aussi de quelques musées, comme le Musée Ethnologique de Barcelone.